# Adoção homoparental
Adoção homoparental é a adoção de crianças por casais do mesmo sexo, gays ou lésbicos. Isto pode ser na forma de uma adoção conjunta por um casal de pessoas do mesmo sexo ou coadoção por um dos parceiros de um casal de pessoas do mesmo sexo do filho biológico ou adotivo do cônjuge.
A adoção homoparental é legal em 2023 em 35 países: África do Sul, Andorra, Argentina, Áustria, Bélgica, Brasil, Canadá, Colômbia, Dinamarca, Espanha, Estados Unidos, França, Holanda, Irlanda, Islândia, Israel, Luxemburgo, Malta, Noruega, Nova Zelândia, Portugal, Reino Unido, Suécia e Uruguai. A adoção homoparental é, contudo, proibida pela maioria dos países, embora muitos debates nas diversas jurisdições ocorram para o permitir. Como o assunto muitas vezes não é especificado por lei (ou julgado inconstitucional), a legalização, muitas vezes é feita através de pareceres judiciais.
Desenvolveu-se um consenso entre as comunidades de bem-estar médico, psicológico e social de que as crianças criadas em núcleos homoparentais provavelmente serão tão bem ajustadas como aquelas criadas na heteroparentalidade. A pesquisa de apoio a esta conclusão é aceita além do forte debate no campo da psicologia do desenvolvimento.

## Tipos de adoção

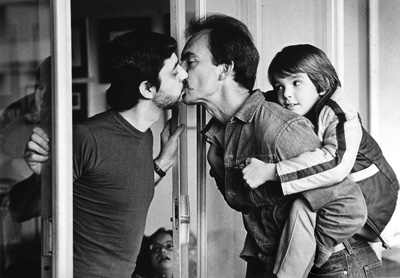
Pais e seu filho, por J. Ross Baughman, Life Magazine, maio de 1983

### Adopção singular por homo ou bissexuais
A adopção singular por parte de homo ou bissexuais é legal em vários países, estabelecida inicialmente pela ausência de legislação específica sobre a orientação sexual como requisito do adoptante, hoje em dia, correndo o risco de ser considerado um retrocesso, a maior parte dos países não legisla no sentido contrário, sendo que a habituação da anterior lei incorre na aceitação geral e apoio da sociedade e/ou estado quanto a indivíduos homo e bissexuais terem a possibilidade de candidatar-se individualmente à adopção.
A possibilidade de pessoas singulares poderem adoptar correspondeu a outras motivações, sendo que não faria sentido vedar-se o acesso de homo e bissexuais que não fosse por razões discriminatórias.
Apesar de em muitos países e jurisdições haver a possibilidade para este tipo de adopção, muitas leis não afirmam especificamente que a orientação sexual não deve pôr-se como motivo de impossibilidade ao processo, apresentando por isso texto não claro e abrindo portas a que muitos técnicos impeçam o processo uma vez descoberta a orientação homossexual de uma pessoa, ou pelo contrário, poderão agir assertivamente uma vez que a lei não impede claramente que o processo avance.
Em países e locais onde a adopção conjunta por casais de pessoas do mesmo sexo não é permitida, a adopção singular é muitas vezes vista como uma primeira abordagem à parentalidade conjunta, sendo que a criança ficará oficialmente à tutela de um dos intervenientes, que esperarão até que a lei permita que o outro possa co-adoptar a criança que vive já no seio daquela família. Este processo apresenta os seus riscos, uma vez que um dos companheiros não possui quaisquer direitos legais sobre o "filho", estes poderão ser separados caso o casal sofra algum tipo de separação, seja por morte do pai ou da mãe legal, onde a família do falecido ou o Estado poderá interpelar pela guarda da criança, seja por motivo de doença ou desentendimento familiar, onde o pai ou a mãe legal poderão apropriar-se da criança afastando-a do ex-companheiro que fica sem poder recorrer à justiça para a reaver, entre muitas outras situações.

### Adopção conjunta
A adopção conjunta por parte de casais de pessoas do mesmo sexo, muitas vezes referenciada de adopção gay, tem-se mostrado como uma das maiores reivindicações do activismo LGBT nas sociedades ocidentais nos últimos anos, existindo já um número expressivo de nações e jurisdições que contemplam na lei o direito a estes casais de se candidatarem à adopção. Contrariamente ao que muitas pessoas julgam, são mais os países e as jurisdições que reconhecem a adopção homoparental do que aqueles que permitem o casamento entre pessoas do mesmo sexo, sendo comum achar-se que o casamento é o caminho mais próximo para a adopção.
Em alguns locais o direito à adopção homoparental foi reconhecido conjuntamente com o reconhecimento na lei do casamento, tal como nos Países Baixos/Holanda e em Espanha; noutros locais a adopção foi legislada posteriormente, como na Bélgica; noutros locais foi legislada antes do debate do casamento, como na Suécia; noutros está a permitir o casamento por via da adopção (contrariamente ao geralmente praticado), como na Eslovénia, através da recente legislação na reforma para o Código da Família; e noutros países a adopção encontra-se em debate social consequente à legalização do casamento, como em Portugal.

### Co-adopção de filho biológico ou adoptivo de companheiro
O reconhecimento de co-adopção vem preencher uma lacuna nos direitos parentais de casais de pessoas do mesmo sexo, sendo que através da mesma o Estado reconhece as crianças existentes numa relação e família, e garante protecção aos mesmos. É argumento comum a descaracterização da família com a implementação da adopção homoparental, assim como a criação de novas famílias que põem em risco a família tradicional, nuclear e os valores e morais de uma sociedade, no entanto, contrariamente a esta crença, a co-adopção estabelece a existência e legitimidade de famílias que já existem e sempre existiram, mas que têm permanecido fechadas ao conhecimento de muitos, precisamente pela repressão e discriminação de que as pessoas LGBT têm sido alvo ao longo dos tempos. Permitir a co-adopção estabelece defesa e segurança de crianças que já existem, de famílias que já estão compostas e que sofrem pela inexistência de preocupação do Estado e da sociedade para com elas.
A possibilidade de um pai ou de uma mãe poderem ter a sua parentalidade reconhecida perante o filho biológico ou adoptado do companheiro, permite o acesso à realização de planos de vida tão comuns e naturais quanto o de casais de pessoas de sexo diferente. A vontade de criação de um núcleo de afecto, de um lar e de uma casa passam a ser possíveis com a segurança que a lei legitima com a possibilidade de adopção.
Em países onde a adopção conjunta não é permitida, a co-adopção restringe-se apenas ao filho biológico do companheiro, como na Finlândia e na Alemanha, impedindo o confronto na lei entre o que seria em última análise uma adopção conjunta. Esta perspectiva poderá levar à legitimidade legal entre qual a diferença no poder paternal sobre um filho biológico e um filho adoptado.
Como exemplos de famílias já existentes e em necessidade de reconhecimento pelo Estado com uma lei inclusiva da co-adopção encontram-se situações de um pai ou mãe solteiros, divorciados ou viúvos de uma relação anterior com uma pessoa de sexo diferente, que vivam actualmente com um companheiro do mesmo sexo, formando assim um novo núcleo familiar inexistente aos olhos do Estado e, por isso, marginalizado e desprotegido; a situação pode piorar se o pai ou a mãe biológicos dessa criança falecerem, fazendo com que legalmente não exista qualquer relação entre o "filho" e o "pai" sobreviventes, nem possibilidade de a constituir perante a lei, fragilizando ainda mais a relação.

### Adopção internacional
A adopção internacional é a adopção de bebés, crianças e/ou jovens que não são autóctones nem residentes no país de onde o pai, a mãe ou os pais adoptivos são provenientes/residentes. Este tipo de adopção tem crescido substancialmente em diversos países, como nos Estados Unidos da América, e põe-se como escolha devido aos processos menos morosos - uma vez que a crescente procura nalguns países pela adopção congestiona as listas de espera e diminui as possibilidades de adopção para muitas famílias - , devido ao menor recurso monetário - que pode depender de país para país do adoptado - , devido ao maior número de crianças existentes nos países onde se escolhe adoptar - inclusive, é maior o número de crianças abaixo dos cinco anos para adopção nesses países, uma tendência contrária em nações como os E.U.A ou muitos países europeus - e muitas vezes pelo sentimento solidário que os pais candidatos nutrem pelas crianças para adopção de países onde se sentem maiores dificuldades económicas e ambientes socialmente mais desafiantes, levando a que muitas famílias tenham de dar os seus filhos para adopção, ou os abandonem, por não terem recursos para os criarem em condições. Estas crianças padecem comumente de alguns problemas de saúde ou de integração social, marcadas por sociedades que batalham por se sustentar; o que faz com que muitos pais candidatos a adopção vejam como prioritária a necessidade de oferecer uma família e um ambiente de apoio e amor a estas crianças em particular.
A adopção homoparental internacional está dependente das políticas de adopção de ambos os países em acordo no processo, levando a que os candidatos tenham de lidar não só com exigências dos seus países de residência, mas também com as exigências do país de origem da criança a adoptar, o que muitas vezes pode resultar em aspectos de incompatibilidade. Para muitos homo/bissexuais e casais de pessoas do mesmo sexo a adopção internacional não é uma hipótese viável se no mesmo país nem a adopção doméstica homoparental for uma realidade, mas a partir do momento em que a mesma estiver legalmente contemplada na lei, será necessário saber se o mesmo permite a adopção homoparental internacional, e se sim, se o país originário da criança tem alguma política discriminatória neste sentido, levando a que o processo não possa avançar.
Na Dinamarca, a adopção homoparental internacional não acompanhou a lei do casamento (que permitiu a adopção) em 2001, sendo que apenas em 2005 foi permitida a adopção internacional por parte de casais de pessoas do mesmo sexo. A Suécia, após legalizar a adopção homoparental, de imediato esclareceu em documento governamental que em casos de adopção internacional as exigências e leis dos países parceiros nesta área deverão ser tidas em conta. Em 2005, Espanha foi o primeiro país no Mundo a contemplar na lei direitos totalmente equiparados aos de casais de pessoas do sexo diferente no que diz respeito à homoparentalidade, e em específico no direito à adopção homoparental internacional, possibilitando o avanço do processo com os países parceiros e empenhando-se numa conduta antidiscriminatória para salvaguarda dum justo desfecho no processo de adopção.

## Adopção homoparental no mundo

### Europa
Na Europa são treze os países que permitem a nível nacional a adopção por casais de pessoas do mesmo sexo, são eles os Países Baixos/Holanda, a Suécia, Espanha, Andorra, Bélgica, Islândia, Noruega, Dinamarca, França, Malta, Luxemburgo, Irlanda, Áustria e Portugal. No Reino Unido a adopção é permitida na Inglaterra e no País de Gales, desde 2005, após entrada em vigor do Adoption and Children Act de 2002; na Escócia desde 2009, após promulgação do diploma homónimo em 2007, e nos territórios de Jersey, Ilha de Man e Gibraltar. Quanto à co-adopção, além de permitida nos 13 países e jurisdições europeus já referidos, é também permitida na Alemanha e na Finlândia, com a particularidade de ser apenas possível a co-adopção de filho biológico do companheiro.[carece de fontes?]
Adopção legal a nível nacional
(Países onde são permitidas a adopção conjunta e co-adopção homoparentais)
- Países Baixos/Holanda (1 de abril de 2001) - A lei é resultado de uma proposta do Governo de 8 de julho de 1999, alterada diversas vezes em 2000 e assinada para lei a 21 de dezembro de 2000. Entra em vigor no dia 1 de abril de 2001, resultante de Decreto Real de 20 de março de 2001.[43] A Holanda torna-se no primeiro país no Mundo a permitir que dois homens ou duas mulheres possam adoptar crianças. O casal deve viver junto há três anos e deve ter cuidado da criança há pelo menos um. Inicialmemente vedada a possibilidade de adopção internacional, em 2005 a adopção de crianças estrangeiras passa a ser possível.[44][45]
- Suécia (1 de fevereiro de 2003) - A Suécia tornou-se no segundo país europeu a legalizar a nível nacional a adopção por casais de homossexuais. O comunicado do Ministério da Justiça informa que sob a nova lei que entrou em vigor no dia 1 de fevereiro de 2003, os casais de homossexuais na altura registados em parcerias reconhecidas legais têm os mesmos direitos que casais de pessoas de sexo oposto de se candidatarem a pais adoptivos. Adicionalmente, parceiros reconhecidos legalmente e coabitantes do mesmo sexo são também válidos para comporem famílias de acolhimento. No mesmo documento é feita referência à possível impossibilidade de adopção internacional, uma vez que os países com os quais a Suécia coopera partilham comummente de visões diferentes no que diz respeito à homoparentalidade, sendo que as limitações e termos que os países de origem apresentam deverão ser respeitadas.[46]

Estatuto legal da adopção por casais de pessoas do mesmo sexo na Europa
Adopção legal
Co-adopção legal
Direito não concedido

- Espanha (3 de julho de 2005) - Com o objectivo de terminar com todas as discriminações ainda vigentes contra as pessoas LGB, foi apresentada em 2004 no Congresso, pelo Governo de Espanha, uma proposta que defendia no casamento os mesmos requisitos e efeitos fosse qual fosse o sexo dos intervenientes. A proposta foi passada e de acordo com provisões constitucionais a mesma foi levada ao Senado, aonde foram chamados peritos na matéria, apresentando argumentos contra e a favor perante a adopção homoparental e a própria homossexualidade. O Senado vetou a proposta passada pelo Congresso e devolveu-lhe o diploma, onde a 30 de junho de 2005 foi novamente aprovado com 187 votos a favor, 147 contra e 4 abstenções; o veto seria, consequentemente, anulado, o que implicaria a aprovação do diploma como lei. Após algum mediatismo quanto à possível decisão do Rei Juan Carlos, o mesmo promulga a lei a 1 de julho, que seria publicada no dia seguinte e entraria em vigor no dia 3 de julho de 2005, fazendo de Espanha o primeiro país no Mundo a permitir a adopção por parte de homossexuais sem quaisquer restrições.[47]
- Andorra (7 de julho de 2005) - Andorra aprovou uma lei de uniões civis no dia 30 de junho de 2005 - exactamente no mesmo dia em que foi aprovado o casamento em Espanha - que concede a casais de pessoas do mesmo sexo uma parte dos mesmos direitos concedidos a casais de heterossexuais. Aprovação envolta em alguma polémica, após o chefe do governo, Albert Pintat, negar que o regulamento aprovado permita a adopção - dizendo que em nenhuma parte o mesmo o refere - deixando-a acessível apenas para casais de pessoas de sexo oposto e a pessoas singulares, e desmentindo Mercè Coll, do Registo Civil de Andorra, que havia já anunciado que a adopção seria permitida. A lei entrou em vigor no dia 7 de julho de 2005 - dois dias depois da entrada em vigor do diploma espanhol - e apesar da lei não mencionar o direito à adopção, a verdade é que esta também não a proíbe. Em Andorra a PMA não está acessível nem a pessoas homossexuais nem a pessoas heterossexuais.[48][49]
- Bélgica (21 de abril de 2006) - Três anos depois do casamento entre pessoas do mesmo sexo, a Bélgica legaliza a adopção por casais de homossexuais. A medida contou com grande debate político no Parlamento, onde foi votada na generalidade - em dezembro de 2005 - com sete abstenções, 77 votos a favor e 62 contra, seguindo-se a apreciação na especialidade. O diploma foi aprovado com uma margem mínima, contando 34 votos a favor, 33 contra e 2 abstenções na sua votação final no Senado, a 21 de abril de 2006. A adopção é equiparável em tudo à imposta a casais de pessoas de sexo oposto e a pessoas singulares, incluindo a adopção internacional.[10][50][51][52]
- Islândia (27 de junho de 2006) - No dia 2 de junho de 2006 o Parlamento Islandês - o Alþingi - aprovou várias medidas com o intuito de melhorar o estado legal de gays e lésbicas na Islândia, de referir o estatuto de coabitação registada, inicialmente reconhecida em 1996, que passou a garantir direitos totais de adopção - reforçando a co-adopção introduzida em 2000 - e o acesso à procriação medicamente assistida para lésbicas dentro do sistema público de saúde, após a total equiparação da referida união ao casamento. A nova lei entrou em vigor no dia 27 de junho de 2006, tornando a Islândia o segundo país escandinavo a reconhecer na íntegra os direitos e deveres de homoparentalidade.[12]
- Noruega (1 de janeiro de 2009) - O parlamento norueguês aprovou no dia 11 de junho de 2008 uma nova lei do casamento que permite a união entre pessoas do mesmo sexo, a adopção por homo/bissexuais e a procriação medicamente assistida a lésbicas - seguindo normas muito específicas - num desfecho final de 84 votos a favor e 41 contra. A coligação de três partidos de centro-esquerda no poder e mais dois partidos da oposição - os Conservadores e os Liberais - votaram amplamente a favor do diploma, enquanto os Democratas Cristãos e o Partido Progressista de extrema-direita votaram contra. A Noruega torna-se no terceiro país escandinavo a conceder os mesmos direitos de conjugalidade e parentalidade que a cidadãos heterossexuais. Durante o debate a decisão foi referida tão importante quanto o direito universal do sufrágio e a lei da paridade de género. A nova lei entrou em vigor no dia 1 de janeiro de 2009.[53][54][55]
- Dinamarca (1 de julho de 2010) - Em 1986 a Dinamarca foi o primeiro país da Europa a permitir a co-adopção numa relação reconhecida legalmente. Após um ano da introdução de proposta sobre a adopção no parlamento, em 2009, a lei fica completa a 4 maio de 2010 com a legalização de direitos totais de adopção para casais de pessoas homo/bissexuais e entrando em vigor no dia 1 de julho de 2010. Votado no parlamento, o diploma aprovado não teve o apoio do governo - uma situação inédita - e foi passada pela maioria da oposição e alguns membros do Partido Liberal-Conservador governante, que permanece numa situação difícil, obrigado a introduzir a lei sem a defender. O Ministro da Justiça informou que o governo permanecerá forte no seu compromisso contrário à medida, e referiu que a mesma seria meramente simbólica, especialmente na área da adopção internacional, uma vez que não há muitos países a permitir que as suas crianças sejam adoptadas por homossexuais. O movimento LGBT congratulou-se pelo passo dado e deixa uma mensagem, esperando que no futuro seja uma autoridade qualificada de adopção que decida a aptidão de candidatos para adopção, e não uma legislação rígida como a que passou. a Dinamarca juntar-sé-á aos seus vizinhos escandinavos e torna-se no 10º país no Mundo com leis vigentes concedendo no campo da adopção totais direitos de homoparentalidade.[19][20][56]
- Portugal (10 de fevereiro de 2016) - Em 10 de fevereiro de 2016, o Parlamento português aprovou a adoção de crianças por casais homossexuais. O presidente conservador Aníbal Cavaco Silva impusera um veto ao projeto de lei aprovado em dezembro de 2015, mas o Parlamento derrubou o veto presidencial. A adoção por casais homossexuais era uma promessa feita em campanha pelo primeiro-ministro socialista António Costa. O casamento entre pessoas do mesmo sexo em Portugal é legal desde 2010.[57]

Adopção legal a nível regional
(Países onde são permitidas a adopção conjunta e co-adopção homoparentais mas apenas em certas jurisdições)
- Reino Unido (Inglaterra e País de Gales, 30 de dezembro de 2005 / Escócia, 28 de setembro de 2009) - De acordo com nova legislação, qualquer casal casado ou não, do mesmo sexo ou de sexo oposto, pode candidatar-se a adopção conjunta e deverá demonstrar que a sua união é uma relação sólida de família. Esta lei faz parte do Adoption and Children Act, um diploma de protecção da adopção e da criança que em Inglaterra e no País de Gales passou a lei em novembro de 2002 e que entrou em vigor no dia 30 de dezembro de 2005, e que na Escócia passou a lei em 2007, após votação em dezembro de 2006 no parlamento escocês, com 101 votos a favor e 6 contra, entrando em vigor a 28 de setembro de 2009. A lei permite a adopção internacional, com a ressalva de que poderá a mesma não ser possível quando os países, das crianças, que não aceitem a homoparentalidade assim o entenderem. A situação na Irlanda do Norte não é ainda clara e carece de debate e informação.[29][30][31][32]

Co-adopção legal a nível nacional
(Países que permitem apenas a co-adopção do filho biológico do companheiro)
- Alemanha (2005)
- Finlândia (2009)

Além de legislação fixa sobre a matéria, há casos pontuais de juízes e tribunais que concedem a adopção e a guarda de crianças a pessoas homo e bissexuais e a casais de pessoas do mesmo sexo, como aconteceu já em França e em Portugal. A discussão gerada por tomada de decisão neste sentido coloca-se na possibilidade de precedências que poderão levar ao debate da matéria em adopção homoparental (e consequente reconhecimento legal), quer por via social, política ou judicial.
Adicionalmente, decisões judiciais nacionais são por vezes recorridas e levadas ao Tribunal Europeu dos Direitos Humanos, que comummente decide a favor dos candidatos homossexuais, e cuja decisão depende maioritariamente das capacidades parentais dos indivíduos, sem discriminação relativa à orientação sexual.
Adopção singular
- Tribunal Europeu dos Direitos Humanos (22 de janeiro de 2008) - Alegando que a oposição perante a possibilidade de um indivíduo homossexual adoptar incorre contra a Convenção Europeia dos Direitos Humanos (CEDH), o Tribunal Europeu dos Direitos Humanos estabelece a 22 de janeiro de 2008 um princípio sobre o qual oficiais administrativos não poderão discriminar contra pessoas com base na sua orientação sexual durante o processo de candidatura à adopção de uma criança. Esta decisão promove o desfecho do caso Mouta vs Portugal (1999), alegando que a orientação sexual de um pai é irrelevante na determinação de quem deverá ter a custódia de uma criança. Até este momento França permitia que oficiais administrativos excluíssem indivíduos lésbicas, gays e bissexuais assumidos de se candidatarem à adopção de uma criança, com a decisão do Tribunal a prática foi considerada discriminatória e violante da CEDH. Assim, nenhum Estado europeu pode mais justificar a exclusão de pessoas LGBT de se candidatarem à adopção, um princípio pelo qual a ILGA-Europa (ILGA) - associação activista europeia dos direitos LGBT - tem  lutado por muito tempo: Cada indivíduo deverá ser tratado de forma igual com base no mérito individual como potencial pai aquando da candidatura à adopção de uma criança. A orientação sexual do candidato é irrelevante e não pode ser usada como exclusão do candidato. É do melhor interesse de crianças na Europa e fora da Europa que nenhum potencial pai adoptivo seja excluído de consideração por uma razão discriminatória e irrelevante.[60]

### África
- África do Sul (10 de setembro de 2002) - O Tribunal Constitucional da África do Sul delega que os casais de pessoas do mesmo sexo deverão ter o direito à adopção. A decisão foi baseada na Constituição do pós-Apartheid, que bane toda e qualquer forma de discriminação baseada na orientação sexual. O caso tinha sido levado a tribunal por um casal de 13 anos de duas mulheres, após uma delas ter sido impedida de adoptar os dois filhos biológicos da companheira. Na decisão a juíza refere que a vida familiar pode ser vivida de diferentes formas, tal como contemplado na Constituição daquele país, estipulando que a estabilidade, o apoio e o afecto expresso como exigência no diploma sobre cuidados infantis pode ser providenciado por pessoas do mesmo sexo em relações estáveis. Seria o mesmo Tribunal que em 2005 estipularia a inconstitucionalidade na proibição do casamento entre pessoas do mesmo sexo, obrigando o Governo a legalizá-lo em 2006.[5]

### Médio Oriente/Ásia

Estatuto legal da adopção por casais de pessoas do mesmo sexo no Médio Oriente
Adopção legal
Adopção ilegal
Homossexualidade ilegal
Direito não concedido

- Israel (2008) - Conhecido por estar na linha da frente no que diz respeito a direitos de pessoas LGBT, Israel é o país do Médio Oriente e Ásia que mais protecção concede aos seus cidadãos homo e bissexuais. Com leis que permitem a participação aberta de homossexuais nas Forças Armadas, reconhecidos casamentos celebrados no estrangeiro e uma comunidade LGBT forte, reivindicadora e emergente. O debate político, judicial e social sobre a adopção é reforçado em 2000, quando um casal de lésbicas interpelou pela concedência de direitos parentais sobre o filho biológico de uma das mães, direito concedido a 29 de maio de 2000, abrindo precedências para outros casos, e assegurando a permissão em 2005 com outra situação. Não existe uma lei geral que legalize a co-adopção, sendo que todos os casos passam por apreciação e decisão do Tribunal de Justiça/Supremo Tribunal. A 10 de fevereiro de 2008 o Procurador-Geral Menachem Mazuz anuncia que os direitos serão reconhecidos e equiparáveis aos dos casais de heterossexuais, medida que foi bem-vinda pelo Ministério da Saúde, possibilitando a adopção conjunta por decisão suprema e pelo Serviço de Saúde da Criança do Ministério da Saúde e Serviço Social.[61][62][63][64][65]

### América do Norte
São vários os estados dos EUA e províncias do Canadá que contemplam na lei a possibilidade de adopção por homo/bissexuais e casais de pessoas do mesmo sexo. Também a Gronelândia, um território comummente associado como sendo europeu, em larga escala pelo domínio dinamarquês, é um território da Placa Norte-americana que em muito assimilou as leis europeias da Dinamarca, tendo em alguma altura na sua história permitido na lei a co-adopção homoparental.

Estatuto jurídico da adopção por casais do mesmo sexo na América do Norte
Adoção por homossexuais legal
Adoção de enteado legal
Adoção por homossexuais ilegal
Sem dados/Ambíguo

Co-adopção legal em todo o território
(Território que permite apenas a co-adopção do filho biológico do companheiro)
- Gronelândia,[66][67][68][69] DK - Sendo na altura um território totalmente dependente e sob alçada da Dinamarca, a Gronelândia herdou automaticamente toda a legislação aprovada no parlamento dinamarquês, incluindo a descriminalização da homossexualidade e a idade de consenso paritária entre orientações sexuais, até 1977 - altura em que o território ganha mais autonomia com um diploma de legislação autónoma, o Home Rule Act. Com a aprovação em 1989 das uniões entre homossexuais na Dinamarca, a Gronelândia adopta um modelo parecido em 1996 (Parceria registada, em gronelandês/dinamarquês: Inooqatigiittut nalunaarsorsimasut/Registreret partnerskab), garantindo aos casais de pessoas do mesmo sexo direitos semelhantes aos de casais de pessoas de sexo oposto no casamento, sendo uma das excepções a adopção. Em 1999 o governo dinamarquês introduz o direito de co-adopção homoparental (excluindo a adopção internacional), presumindo-se que o mesmo tenha também viajado até ao território do ártico, uma vez que o parlamento local pode fazer as suas próprias leis ou adoptá-las da Dinamarca. Após referendo regional em 2008, que deixou expressa a vontade de autonomia, o governo dinamarquês confere maior independência à ilha; a Gronelândia é desde junho de 2009 um país dentro do Reino da Dinamarca, e capaz na sua liderança, sendo que a nova legislação sobre a adopção conjunta no continente não abrange a Gronelândia.

Diferente legislação a nível regional
(Países onde as leis sobre adopção e co-adopção podem variar de jurisdição para jurisdição)
- Canadá[70][71]
- Estados Unidos da América[72]

Não havendo consenso ou legislação a nível federal, os direitos de homoparentalidade estão (tais como os de homoconjugalidade) dependentes das leis internas de cada estado. Actualmente são dez os estados dos EUA que permitem totais direitos de adopção a pessoas LGBT e casais de pessoas do mesmo sexo. Outros dois (o Novo México e o Oregão) permitem a adopção conjunta mas impõem restrições à co-adopção; e o estado da Pensilvânia é o único que reconhece apenas a co-adopção. Muitos estados apresentam lacunas na lei e falta de clareza, sendo difícil compreender o reconhecimento legal na matéria; e nove estados apresentam legislação claramente discriminatória, sendo que o estado da Florida se apresenta como o mais rígido e intolerante, sendo o único estado que proíbe a adopção singular homoparental (o Nebrasca também a proíbe, mas lado-a-lado com indivíduos heterossexuais), proibindo expressamente a adopção conjunta, e por isso impossibilitando também a co-adopção.
Adopção conjunta permitida:
- Califórnia - Permite a adopção singular, conjunta e a co-adopção homoparentais.
- Colorado[73] - Permite a adopção singular, conjunta e a co-adopção homoparentais. Permite avós e outros indivíduos de assistir na criação da criança a adoptar.
- Conecticute - Permite a adopção singular, conjunta e a co-adopção homoparentais.
- Distrito de Colúmbia - Permite a adopção singular, conjunta e a co-adopção homoparentais.
- Ilinóis - Permite a adopção singular, conjunta e a co-adopção homoparentais.
- Maine[74] - Permite a adopção singular, conjunta e a co-adopção homoparentais. No dia 30 de agosto de 2007, O Supremo Tribunal Judicial do Maine unanimamente decidiu que probir a adopção seria contra o Adoption Act do Maine.
- Massachusetts - Permite a adopção singular, conjunta e a co-adopção homoparentais.
- Nova Iorque - Permite a adopção singular, conjunta e a co-adopção homoparentais.
- Nova Jérsia - Permite a adopção singular, conjunta e a co-adopção homoparentais.
- Vermonte - Permite a adopção singular, conjunta e a co-adopção homoparentais.

Adopção conjunta permitida, co-adopção com restrições:
- Novo México - Permite a adopção singular e conjunta homoparentais. Co-adopção homoparental permitida em algumas áreas.
- Oregão - Permite a adopção singular e conjunta homoparentais. Co-adopção homoparental permitida em algumas áreas.

Apenas co-adopção permitida:
- Pensilvânia - Permite adopção singular homoparental. Adopção conjunta homoparental não clara. Permite co-adopção homoparental.

Co-adopção com restrições:
- Alabama - Permite adopção singular homoparental. Não proíbe claramente a adopção conjunta homoparental. Co-adopção homoparental permitida em algumas áreas.
- Alasca - Permite adopção singular homoparental. Não proíbe claramente a adopção conjunta homoparental. Co-adopção homoparental permitida em algumas áreas.
- Delaware - Permite adopção singular homoparental. Não proíbe claramente a adopção conjunta homoparental. Co-adopção homoparental permitida em algumas áreas.
- Havai - Permite adopção singular homoparental. Não proíbe claramente a adopção conjunta homoparental. Co-adopção homoparental permitida em algumas áreas.
- Ilha de Rodes - Permite adopção singular homoparental. Não proíbe claramente a adopção conjunta homoparental. Co-adopção homoparental permitida em algumas áreas.
- Indiana - Permite adopção singular homoparental. Não proíbe claramente a adopção conjunta homoparental. Co-adopção homoparental permitida em algumas áreas.
- Iowa - Permite adopção singular homoparental. Não proíbe claramente a adopção conjunta homoparental. Co-adopção homoparental permitida em algumas áreas.
- Luisiana - Permite adopção singular homoparental. Não proíbe claramente a adopção conjunta homoparental. Co-adopção homoparental permitida em algumas áreas.
- Nevada - Permite adopção singular homoparental. Não proíbe claramente a adopção conjunta homoparental. Co-adopção homoparental permitida em algumas áreas.
- Marilândia - Permite adopção singular homoparental. Adopção conjunta homoparental não clara. Co-adopção homoparental permitida em algumas áreas.
- Minesota - Permite adopção singular homoparental. Adopção conjunta homoparental não clara. Co-adopção homoparental permitida em algumas áreas.
- Texas - Permite adopção singular homoparental. Adopção conjunta homoparental não clara. Co-adopção homoparental permitida em algumas áreas.
- Washington - Permite adopção singular homoparental. Adopção conjunta homoparental não clara. Co-adopção homoparental permitida em algumas áreas.

Legislação com falta de clareza:
- Arizona - Permite adopção singular homoparental. Não proíbe claramente a adopção conjunta homoparental. Co-adopção homoparental não clara.
- Geórgia - Permite adopção singular homoparental. Não proíbe claramente a adopção conjunta homoparental. Co-adopção homoparental não clara.
- Idaho - Permite adopção singular homoparental. Não proíbe claramente a adopção conjunta homoparental. Co-adopção homoparental não clara.
- Kansas - Permite adopção singular homoparental. Não proíbe claramente a adopção conjunta homoparental. Co-adopção homoparental não clara.
- Kentucky - Permite adopção singular homoparental. Não proíbe claramente a adopção conjunta homoparental. Co-adopção homoparental não clara.
- Montana - Permite adopção singular homoparental. Não proíbe claramente a adopção conjunta homoparental. Co-adopção homoparental não clara.
- Oclaoma - Permite adopção singular homoparental. Não proíbe claramente a adopção conjunta homoparental. Co-adopção homoparental não clara.
- Tenessi - Permite adopção singular homoparental. Não proíbe claramente a adopção conjunta homoparental. Co-adopção homoparental não clara.
- Virgínia - Permite adopção singular homoparental. Não proíbe claramente a adopção conjunta homoparental. Co-adopção homoparental não clara.
- Virgínia Ocidental - Permite adopção singular homoparental. Não proíbe claramente a adopção conjunta homoparental. Co-adopção homoparental não clara.
- Carolina do Norte - Permite adopção singular homoparental. Adopção conjunta e co-adopção homoparentais não claras.
- Dacota do Sul - Permite adopção singular homoparental. Adopção conjunta e co-adopção homoparentais não claras.
- Wyoming - Permite adopção singular homoparental. Adopção conjunta e co-adopção homoparentais não claras.
- Dacota do Norte - Qualquer tipo de adopção homoparental (singular, conjunta e co-adopção) não clara.
- Missúri - Qualquer tipo de adopção homoparental (singular, conjunta e co-adopção) não clara.

Legislação discriminatória:
- Ohio - Permite adopção singular homoparental. Não proíbe claramente a adopção conjunta homoparental. Co-adopção homoparental não permitida.
- Michigão - Permite adopção singular homoparental. Proíbe a adopção conjunta homoparental. Co-adopção homoparental não clara.
- Mississíppi - Permite adopção singular homoparental. Proíbe a adopção conjunta homoparental. Co-adopção homoparental não clara.
- Nova Hampshire - Permite adopção singular homoparental. Proíbe a adopção conjunta homoparental. Co-adopção homoparental não clara.
- Utá - Permite adopção singular homoparental. Proíbe a adopção conjunta homoparental. Co-adopção homoparental não clara.
- Arcansas - O Act One do Arcansas proíbe casais não casados (tanto do mesmo sexo como de sexo oposto) de adoptar crianças ou de servir como família de acolhimento.
- Wisconsin - Permite adopção singular homoparental. Não proíbe claramente a adopção conjunta homoparental. Proíbe a co-adopção homoparental.
- Nebrasca - Adopção singular homoparental não clara. Não proíbe claramente a adopção conjunta homoparental. Proíbe a co-adopção homoparental.
- Florida - Proíbe a adopção singular e conjunta homoparentais.

### América Central
Adopção legal a nível regional
(Países onde são permitidas a adopção conjunta e co-adopção homoparentais mas apenas em certas jurisdições)
- México

Um país constituído por 31 estados e um distrito federal, o México não contempla legislação sobre homoparentalidade a nível federal, e tal como os Estados Unidos, depende actualmente de leis estatais para o reconhecimento da adopção homoparental. Num país maioritariamente católico da América latina, e com grandes desigualdades internas, o reconhecimento de direitos LGBT parece quase impossível, no entanto, praticável.
- Cidade do México (4 de março de 2010) - Com o casamento entre pessoas do mesmo sexo consagrado na lei, concedendo os mesmos direitos e deveres que a um casal de pessoas de sexo oposto, a adopção por parte de casais de homossexuais passa a estar disponível. Aprovada a lei em dezembro de 2009, a mesma entrou em vigor no dia 4 de março de 2010, e tendo sido a legislatura da Cidade do México (Distrito Federal) a passar a lei, a mesma é válida apenas para residentes na Cidade - que poderão apresentar um registo de telefone como prova de residência - apesar de um casamento celebrado dever ser obrigatoriamente reconhecido em todos os outros estados, como manda a lei do país. Enquanto os activistas do movimento LGBT se encarregam de estender a lei a todo a nação, os conservadores procuram uma forma de fazer passar uma reforma constitucional que impeça que os outros estados tenham de reconhecer casamentos que não se coadunam com as suas leis. David Razu, legislador da Cidade do México que propôs o diploma, referiu estar confiante quanto à protecção da lei pelo Supremo Tribunal. O México tornou-se assim no primeiro país da América latina a conceder o direito de adopção a casais de pessoas do mesmo sexo, ainda que a nível local.[75]

### América do Sul
Uruguai (2009/ - )

Estatuto jurídico da adopção, por casais do mesmo sexo na América latina e no Caribe.
Adoção por homossexuais legal
Adoção de enteado legal
Adoção por homossexuais ilegal
Homossexualidade ilegal
Sem dados/Ambíguo

Após aprovação da lei na Câmara dos Deputados a 27 de agosto de 2009 (40 votos favoráveis num total de 59 presentes), o Senado em Montevideu (capital do país) aprovou o projecto no dia 9 de setembro de 2009 - com os votos da Frente Ampla (partido de coligação de esquerda no poder) e da oposição pelo Partido Colorado, tendo outro partido de oposição (Partido Nacional) votado contra - tornando o Uruguai o primeiro país da América latina a aprovar a adopção homoparental a nível nacional, três meses antes da Cidade do méxico. O diploma, uma reforma do Código da Infância e da Adolescência (aprovado por 17 votos num total de 23), não especifica direitos de homossexuais, mas permite a lei através do direito da criança a uma família, e está acessível a casais constituídos através de uniões civis - acessíveis aos casais de pessoas do mesmo sexo no país desde 2007. O projecto seguiu para promulgação pelo então presidente Tabaré Vázquez (o primeiro presidente de esquerda do país, que tinha já passado as uniões entre homossexuais e o serviço por homo/bissexuais assumidos nas Forças Armadas), mas não há registo da mesma ter acontecido, talvez devido à polémica sobre a falta de clareza no texto que refere num ponto que o filho adoptivo deverá adoptar os apelidos da mãe e do pai que constituem casal, apesar da senadora autora do texto referir que não há intenção contrária à legalização da adopção homoparental. A falta de promulgação da lei faz com que a mesma não esteja ainda em vigor.
Argentina (julho de 2010)
No dia 15 de julho de 2010 a Argentina legaliza o casamento entre pessoas do mesmo sexo, após um extenso debate de mais de 10 horas no Senado com uma multidão de apoiantes e manifestantes contra a iniciativa no exterior do edifício. Aprovado com 33 votos a favor, 27 contra e 3 abstenções, fica registada como uma votação que dividiu todas as bancadas dentro dos próprios partidos. A Presidente Cristina Kirchner apoiou a decisão, enquanto a Igreja Católica se posicionou fortemente contra e organizando campanhas contra a iniciativa. Juntamente com a lei do casamento ficam contemplados todos os direitos, responsabilidades e protecções a que casais de pessoas de sexo oposto têm acesso, incluindo totais direitos de adopção. A Argentina tornou-se no 1º país da América Latina a legalizar a nível nacional o casamento entre pessoas do mesmo sexo, a lei deverá seguir para publicação oficial após a qual entrará de imediato em vigor; se tal acontecer, deverá tornar-se também no 1º país da América Latina a estabelecer na prática o reconhecimento de direitos de homoparentalidade a nível nacional.
Colômbia (novembro de 2015)
No dia 4 de novembro de 2015, o Tribunal Constitucional da Colômbia aprova a adoção de crianças por parte de casais do mesmo sexo.
Brasil
No Brasil, a adoção de crianças por casais homossexuais é constitucional, conforme decisão de 2015 do Supremo Tribunal Federal. Na decisão, a ministra Cármen Lúcia enfatizou que o conceito de família deve ser aplicado a uniões entre pessoas do mesmo sexo e que "O conceito contrário implicaria forçar o nosso Magno Texto a incorrer, ele mesmo, em discurso indisfarçavelmente preconceituoso ou homofóbico". Em 2011, por unanimidade, o STF reconheceu o instituto da união estável para parceiros do mesmo sexo e, na ocasião, o ministro Ayres Britto decidiu que “(...) a Constituição Federal não faz a menor diferenciação entre a família formalmente constituída e aquela existente ao rés dos fatos. Como também não distingue entre a família que se forma por sujeitos heteroafetivos e a que se constitui por pessoas de inclinação homoafetiva".
Em 2013, a resolução nº 175 do Conselho Nacional de Justiça (CNJ) proibiu que os cartórios brasileiros recusassem a casais homossexuais a conversão de união estável em casamento, o que tornou legal o casamento entre pessoas do mesmo sexo no Brasil. 

### Oceania
A Oceania, dividida em quatro sub-regiões (Australásia, Melanésia, Micronésia e Polinésia), tem na Austrália o único país independente que contém legislação inclusiva quanto à adopção conjunta e co-adopção homoparentais, ainda que dependendo de estado para estado. No mesmo continente, apenas nas Ilhas Pitcairn, por serem território ultramarino do Reino Unido, existe legislação completa inclusiva quanto à adopção homoparental.
Diferente legislação a nível regional
(País onde as leis sobre adopção e co-adopção podem variar de jurisdição para jurisdição)
- Austrália

A Austrália é constituída por sete estados e um território (da capital), a maior parte dos estados permite a adopção singular homoparental, com a excepção do estado de Vitória, onde apenas casais de sexo oposto podem adoptar. Ao todo são três as jurisdições australianas que permitem a adopção conjunta ou apenas a co-adopção homoparentais.
Adopção conjunta permitida:
- Austrália Ocidental[84] (2002)
- Território da Capital Australiana (2004)

Apenas co-adopção permitida:
- Tasmânia (1 de janeiro de 2004)[85][86][87]

Estados que permitem apenas a adopção singular:
- Território do Norte - Apenas em situações excepcionais[88]
- Queensland - Permite a casais de pessoas do mesmo de se tornarem famílias de acolhimento.
- Nova Gales do Sul - A legislação não permite expressamente que casais de pessoas do mesmo sexo adoptem.
- Vitória

Não permite adopção singular a ninguém:
- Austrália Meridional